# Sara Allgood
Sara Allgood (Dublin, 31 oktober 1883 - 13 september 1950) was een Ierse actrice bekend van toneel en film.
Allgood begon haar acteurscarrière toen ze zich in 1904 aansloot bij het Abbey Theatre in Dublin. In 1918 maakte ze haar filmdebuut in de titelrol in de Australische productie Just Peggy. In 1929 keerde ze terug op het witte scherm in Blackmail van Alfred Hitchcock als Mrs White. Een jaar later regisseerde Alfred Hitchcock haar opnieuw als Juno in Juno and the Paycock, een verfilming van het gelijknamige toneelstuk van Sean O'Casey waarmee ze in het theater groot succes had gehad.
In 1941 nomineerde de Academy of Motion Picture Arts and Sciences haar in de categorie beste actrice voor haar rol in de door John Ford geregisseerde How Green Was My Valley, gebaseerd op het gelijknamige boek van Richard Llewellyn.
Allgood zou tot kort voor haar overlijden in 1950 in nog 50 bioscoop- en tv-films spelen, vrijwel altijd in een moederrol in onder anderen Storm In A Teacup, Dr. Jekyll and Mr. Hyde (1941) en Jane Eyre (1943). Ze stierf in 1950 aan de gevolgen van een hartaanval.
- Biblioteca Nacional de España: XX1657081
- Bibliothèque nationale de France: cb14006647g (data)
- Gemeinsame Normdatei: 173761887
- International Standard Name Identifier: 0000 0003 5829 5596
- Library of Congress Control Number: no95040084
- Nationale Bibliotheek van Tsjechië: xx0178908
- Nationale Bibliotheek van Israël: 987007315752105171
- SNAC: w68f3k56
- Trove: 1024745
- Virtual International Authority File: 206308080